# محمدزمان گلدسته
محمدزمان گلدسته (زاده ۳۱ شهرویور ۱۳۵۴ – درگذشته ۲۳ فروردین ۱۴۰۱) شاعر آئینی، حماسی و مذهبی ایرانی بود.
او در سرودن شعر های آئینی و مذهبی پیشگام و صاحب سبک بود. همچنین اشعاری در قالب ترانه هم سروده است 
کتاب روح و ریحان و گل صدبرگ از جمله آثار اوست. گلدسته سراینده آثار بسیاری از مداحان سرشناس ایران از جمله صادق آهنگران بود.

## زندگینامه
او در ۳۱ شهریور ۱۳۵۴ در محله سرچشمه گرگان و در خانواده ای مذهبی دیده به جهان گشود. او تحصیلاتش را تا دیپلم ادامه داد و سپس به شغل آزاد روی آورد؛ گلدسته از سال ۱۳۶۶ به سرودن شعر روی آورد و از سال ۱۳۷۵ فعالیت حرفه ای خود را آغاز کرد.

## شرکت در جشنواره های مختلف
گلدسته در جشنواره های بسیاری شرکت کرده بود و جوایز بسیاری کسب کرده بود که از جمله آنها می توان به جشنواره سراسری شعر عاشورایی دانشجویان و جایزه ادبی محتشم کاشانی اشاره کرد.

## سبک
گلدسته در سال ۱۳۹۱ با تلفیق شعر و موسیقی سبکی را در اجرا های سنتی تجربه کرد و سبک جدیدی را در شعر های آئینی به وجود آورد.
اولین آلبوم موسیقایی وی آلبوم شاه و گدا است.

## درگذشت
وی یک روز قبل از فوتش با صادق آهنگران قرار کاری داشت ولی چون سر قرار نیامده بود، صادق آهنگران چندین بار با او تماس می گیرد و متوجه می شود که گلدسته گوشی را بر نمی دارد و جواب تماس او را نمی دهد، از این رو صادق آهنگران نگران شده و با خانواده گلدسته تماس می گیرد و آنها نیز از وضعیت وی ابراز بی اطلاعی کردند؛ از این رو عملیات جستجوی وی آغاز شده و در نهایت مشخص می شود که خودرو وی در ۲۳ فروردین ۱۴۰۱ در جاده رودهن-بومهن دچار تصادف شده و گلدسته در آتش سوخته است؛ به گفته منابع، در ۲۳ فروردین ۱۴۰۱ خودرو وی در حالی که در حال رفتن به تهران برای دیدار با صادق آهنگران بود در جاده رودهن-بومهن دچار تصادف شده و منفجر شد و در نهایت گلدسته در آتش سوخت و به جز مقداری استخوان چیزی از وی باقی نماند؛ به علت سوختگی شدید اجزای باقیمانده از پیکر گلدسته، شناسایی وی توسط پلیس فتا ۴۸ ساعت به طول انجامید.
هنوز معلوم نیست که او به علت تصادف جان داده است یا به علت آتش سوزی و گیر افتادن در ماشین.
بعد از این واقعه، پلاک ماشین و استخوان های باقیمانده از پیکر گلدسته به مادرش، نرجس رحمانی، داده شد.
در ۲۹ فروردین ۱۴۰۱، مراسم ختمی برای گلدسته برگزار شد که شمار زیادی از مداحان ایران از جمله صادق آهنگران در آن حضور داشتند.

## واکنش ها به فوت وی
وزیر فرهنگ و ارشاد اسلامی نیز با انتشار پیامی درگذشت گلدسته را تسلیت گفت.
صادق آهنگران نیز در سخنرانی اش در مراسم ختم محمدزمان گلدسته گفت:
مصیبت وارده را از طرف هیئت رزمندگان کل کشور و خوزستان به خانواده مرحوم گلدسته تسلیت می‌گویم.
مردم خوزستان و دزفول شاید بهتر از مردم گرگان این شاعر آیینی را بشناسند چراکه بنده نزدیک 20سال است به این شاعر جوان در ارتباط هستم و در هر زمان و به هرمناسبت که از او خواستم بدون هیچ چشم داشتی شعر برایم سرود.
مرحوم گلدسته اشعاری را در وصف اهل بیت و شهدا خصوصا حاج قاسم سرود که وقتی این اشعار در محضر رهبر انقلاب سروده شد مورد تایید و تمجید رهبر انقلاب قرار گرفت.
این مصیبت را به مادر صبور و پدر پیر و دل شکسته و دخترشان تسلیت می‌گویم و امیدوارم خداوند روح این عزیز را با ائمه معصومین محشور کند.
تمام اشعار مراسمات بنده توسط مرحوم گلدسته سروده شد و امروز با رفتنش ضربه سختی خورده ام.
علی محمد زنگانه، استاندار گلستان طی پیامی درگذشت محمدزمان گلدسته را تسلیت گفت. بخشی از پیام وی به شرح زیر است: 
خبر ضایعه نابهنگام درگذشت شاعر آیینی و فرهیخته استان، جناب محمد زمان گلدسته، موجب تألم و تأثر شد.
شاعر برجسته ای که اشعاری درخشان از خویش به یادگار گذاشت و کتاب‌های شعر «بسم رب‌العشق»، «روح و ریحان» «گل صدبرگ» از وی به یادگار مانده است.
درگذشت این هنرمند گرانقدر را به عموم هم استانی های عزیز و جامعه فرهنگی و ادبی استان و خصوصاً خانواده داغدیده ایشان، تسلیت عرض می نمایم و از محضر قادر متعال، علو درجات آن مرحوم و صبر و شکیبایی برای بازماندگان معزز آن شاعر فقید آرزومندم.

غلامرضا منتظری، نماینده مردم گرگان و آق قلا و نایب رئیس کمیسیون فرهنگی مجلس شورای اسلامی هم پیام تسلیت صادر کرد.
متن پیام وی به این شرح است:
محمد زمان گلدسته، شاعر بزرگ اهل بیت و انقلاب اسلامی بود که سراسر عمر پربرکت خود را با هنر و سلاح شعر، به نشر معارف دین و کارزار با بی‌دینی و انحراف‌ها صرف کرد.
او را به‌ حق باید نمونه شاعری متعهد خواند که هنر شعر را در خدمت ارزش‌های متعالی اسلامی و الهی و انسانی گرفت و با مخاطبان بسیار به عنوان شاعری مردمی که دل در گروی اسلام و انقلاب و آرمان‌های شهیدان و امام شهیدان (ره) داشت، هرکجای کشور عزیزمان، حلقۀ ارادت اهل بیت (علیهما سلام) و نام و یاد شهیدان بود، حاضر می‌شد و حنجر حق‌گوی خود را مأذنۀ تلاوت حقیقت اسلام و حقانیت انقلاب اسلامی می‌کرد. شهیدان انقلاب اسلامی و دفاع مقدس، خود شاهد هستند که او یادواره به یادواره در سراسر این خاک خونرنگ از رشادت‌های آن‌ها گفت و سرود و سهم زمان بودنش در این جهان را به نیک‌ترین شکل، صرف روشن گری طریق مبین ولایت کرد.

عباس محمدی، مدیر مرکز آفرینش‌های ادبی حوزه هنری، در چهارمین شب از هشتمین هفته هنر انقلاب که در ۲۴ فروردین ۱۴۰۱ برگزار شد، در آغاز سخنرانی اش گفت:
آرزوی قبولی طاعات و عباداتتان را دارم. حوزه هنری خانه شماست و خوشحال و خوش وقتم که این جمع صمیمی را بعد از دو سال کنار هم می‌بینم. آرزوی طول عمر و سلامتی برای همگی دارم و خبر از دست دادن محمدزمان گلدسته همه ما را غمگین کرد.
افراد بسیار دیگری درگذشت محمدزمان گلدسته را تسلیت گفتند.